# Esadecano
Con il termine esadecano ci si riferisce ad un qualunque alcano avente formula bruta C16H34 o ad una qualunque miscela di più composti corrispondenti a tale formula (isomeri strutturali) o per antonomasia all'isomero lineare, chiamato più propriamente n-esadecano, o cetano.
Il n-esadecano è costituito da una catena di 16 atomi di carbonio alla quale sono legati 34 atomi di idrogeno, avente formula di struttura CH3(CH2)14CH3.
A temperatura ambiente si presenta come un liquido incolore.
Il cetano ha un'elevata capacità di detonazione quando viene compresso; per questo motivo viene preso come riferimento per indicare il potere detonante dei gasoli, attraverso un indice denominato numero di cetano che va da 0 a 100. Al n-esadecano puro viene assegnato un valore di numero di cetano pari a 100, che corrisponde al massimo potere detonante.